# ねもとまこ
ねもと まこ（Nemoto Maco）は、日本の絵本作家・イラストレーター。  
温かみのある作風が特徴で、国内外の教育機関やメディアで作品が取り上げられている。  
文部科学省認定の小学校外国語教材『We Can!』のイラストを担当し、  
メッセージ絵本『しあわせのかくれんぼ』はAmazonで高評価を得るなど、多くの読者に支持されている。

## 来歴
福岡県宗像市出身。  
幼少期より絵を描くことを好み、独自の世界観を育む。  
当初はイラストレーター「maco」として活動していたが、2019年に上京し「ねもと まこ」に改名。「陽だまりのような、ほっこり笑顔になる絵とことば」をテーマに創作を続けている。
2017年7月に「神宿る島」宗像・沖ノ島と関連遺産群の世界文化遺産登録が決定しポストカードを贈呈
また、2018年～2019年にわたり、文部科学省認定の小学校外国語教材WeCan!に本人のイラストが掲載されており、2019年には、メッセージ絵本「しあわせのかくれんぼ」を出版し、数多い評価を得ている。
2021年には第50回発表会-東京女子体育大学新体操競技部でオリジナル絵葉書を贈呈した 

## 人物
幼少期より自然とふれあうことを好み、独自の世界観を持つ。「陽だまりのような、ほっこり笑顔になる絵とことば」をコンセプトに活動し、文部科学省認定教材や、映画・教育機関と連携し幅広いジャンルで活躍。  
動物愛護にも関心が高く、YouTube『捨て猫しなもん』を通じて保護猫活動を支援している。  

## 経歴
2001年
福岡市美術展 デザイン部門入選（第36回福岡市美術展「LOVE&PEACE」）
2004年
キャノンPOP広告公募展入賞、日本子どもの虐待防止研究会のイラスト起用
2004年
一般社団法人日本子どもの虐待防止研究会　イラスト起用
2006年
初出版『こころのビタミン はーとっと』が紀伊國屋書店福岡本店で絵本部門1位を獲得。
その後、世界遺産「神宿る島」宗像・沖ノ島と関連遺産群のポストカードを贈呈した。
JA長崎県産米「ながさきにこまる」パッケージ起用
2008年
九州エコバッグコンテスト優秀賞（西日本新聞社・NHK福岡放送局）
2009年
第94回二科展 デザイン部門準入選
2017年
「神宿る島」宗像・沖ノ島と関連遺産群 世界文化遺産登録の記念ポストカード制作
2018年
文部科学省認定 小学校外国語教材『We Can!』にイラスト掲載
2019年
メッセージ絵本『しあわせのかくれんぼ』を出版、Amazonレビュー多数獲得。
初版帯にはタレントの山田まりやがコメントしている。
2020年
「JES小学校英語教育学会理事 兼 北海道教育大学 石塚博規教授監修」小学校外国語教材メディアミックス絵本『Jessy & Goobie's Mysterious Adventures』のイラストを担当
2021年
『はーとっと』リメイク版『みんなだ～いすき』出版（翻訳：石塚博規教授）
2022年
ドキュメンタリー映画『出会いは奇跡』の主人公役として出演
東京女子体育大学 第50回発表会 新体操競技部オリジナル絵葉書を担当
京都市立朱雀第七小学校 ブログ「人権朝会」に自身のことが掲載される。
2023年
小林雅美教授監修の紙芝居『ふわふわさんとチクチクさん』イラスト担当
2024年
実話記録映画『れんくんありがとう』（多摩市・多摩市教育委員会後援）イラスト担当
足立区立伊興中学校にて職業講話を行う

## 主なプロジェクト
2019年
絵本『しあわせのかくれんぼ』絵を担当
2020年
小学校英語教材絵本『Jessy & Goobie’s Mysterious Adventures』絵を担当
2021年
YouTubeコンテンツ「捨て猫しなもん」 絵を担当
2022年
ドキュメンタリー映画「出会いは奇跡」（映画）
2023年
交流分析士教授 小林雅美氏 監修“ふわふわさん🄬”プロジェクトコラボ作品「ふわふわさんとチクチクさんによる紙芝居」絵を担当
2024年
多摩市教育委員会後援 記録映画「れんくんありがとう」 イラスト担当

## 作品

### 絵本作品
- カナリアコミュニケーションズ
  - 『しあわせのかくれんぼ』2019年、ISBN 978-4-7782-0446-4。（絵を担当）
  - 『ゼルノシア王国の謎』2021年、ISBN 978-4-7782-0481-5。（北海道教育大学英語教育専攻教授石塚博規翻訳）（絵を担当）

- 三恵社
  - 『ようこそあかちゃん』2020年、ISBN 978-4-86693-204-0。（絵を担当） (アナウンサーによる社会貢献団体・ママアナーズえほんシリーズ：星乃心美)
  - 『きょうはだれのたんじょうび』2020年、ISBN 978-4866931968。 (アナウンサーによる社会貢献団体・ママアナーズえほんシリーズ：吉澤美奈)（絵を担当）
  - 『どうぶつえんへいこう』2020年、ISBN 978-4866932033。 (アナウンサーによる社会貢献団体・ママアナーズえほんシリーズ：金谷有希子)（絵を担当）
  - 『みんなだ~いすき』2020年、(はーとっと)ISBN 978-4-86693-183-8。
  - 『おたんじょうかい』2020年、ISBN 978-4-86693-184-5。（絵を担当）
  - 『こうへいファミリーコンチェルト』2020年、ISBN 978-4-86693-316-0。（絵を担当）
  - 『うーたんのこんにちは』2021年、ISBN 978-4-86693-445-7。（絵を担当）
  - 『うーたんのアップルパイ』2022年、ISBN 978-4866936376。（絵を担当）
  - 『にじねこエミリーそらをとぶ』2022年、ISBN 978-4866936963。（絵を担当）
  - 『やくそく』2024年、ISBN 978-4866939919。（絵を担当）
  - 『にじねこエミリー「ぽかぽか村のコンサート」』2024年、ISBN 978-4867746424。（絵を担当）

- Amazon Kindle
  - 『君への置き手紙』2019年、（Amazon Kindle）（絵を担当）

- オリジナル絵本通販サイト「YOMO」
  - 『みんなはんぶんこ』2021年、ISBN 978-4910593135。（絵を担当）
  - 『エプロンとうちゃん』2021年、ISBN 978-4910442532。（絵を担当）
  - 『のんびりのんちゃん』2021年、ISBN 978-4910442525。（絵を担当）
  - 『ぼくとのやくそく』2024年、ISBN 978-4867747773。（絵を担当）
  - 『しあわせことば』2024年、ISBN 978-4867747551。（絵を担当）
  - 『こびとの夢』2025年、ISBN 978-4868280279。（絵を担当）

- さくら社
  - 『小学校英語学習用オリジナル教材絵本 Jessy & Goobie’s Mysterious Adventure』2020年、原作（北海道教育大学英語教育専攻教授石塚博規他と共同開発）（絵を担当）

## 映画・映像作品
『出会いは奇跡』ドキュメンタリー映画、主人公役として出演
『れんくんありがとう』実話記録映画、イラスト担当（多摩市・多摩市教育委員会後援）

## 掲載
- 小さな幸せさがし 議会新聞2021年新春合併号に掲載

- クリスマスに読みたい感動の絵本（神戸新聞社ウェブメディア「まいどなニュース」2021.10.30付け）

- 自身の絵本での朗読（東京報道新聞 2023.4.29付け）

- さくら社
  - 『小学校英語学習用オリジナル教材絵本 Jessy & Goobie’s Mysterious Adventure』2020年、原作（北海道教育大学英語教育専攻教授石塚博規他と共同開発）

## 映画・映像作品
『出会いは奇跡』ドキュメンタリー映画、主人公役として出演
『れんくんありがとう』実話記録映画、イラスト担当（多摩市・多摩市教育委員会後援）

## メディア掲載
2021年
- まいどなニュース『しあわせのかくれんぼ』特集記事
- 議会新聞『小さな幸せさがし』特集記事

2022年
- 「Yahoo!ニュース」- **YouTubeコンテンツ『捨て猫しなもん』が話題に